# Robert Novak
Robert David Sanders Novak (Joliet, 26 de fevereiro de 1931 — Washington, D.C., 18 de agosto de 2009) foi um comentador político conservador norte-americano, sendo também uma figura política nacional. Durante a sua longa carreira, Bobo Novak converteu-se num conhecido colunista, (escrevendo "Inside Report" desde 1963) e numa figura televisiva (aparecendo em muitos programas da CNN, sendo os mais relevantes The Capital Gang, Crossfire, e Evans, Novak, Hunt, and Shields).
Novak nasceu numa família judia em Joliet, Illinois. Estudou na Universidade do Illinois at Urbana-Champaign de 1948 a 1952, graduando-se em Artes. Foi membro da Fraternidade Alpha Epsilon Pi. A carreira jornalística de Novak começou quando escreveu para o Joliet Herald-News, The Daily Illini, e The Champaign-Urbana Courier nesses anos de faculdade.
Novak era membro do Partido Democrata embora tivesse uma linha mais conservadora do que a maioria dos colegas de partido.
A polémica estalada em 2003 do caso CIA-gate envolveu a revelação por Novak da identidade secreta da espia da CIA Valerie Plame.